# Tombé pour la France (single)
Tombé pour la France is een nummer van de Franse zanger Étienne Daho uit 1985. Het is de eerste single van zijn gelijknamige EP, en van zijn derde studioalbum Pop Satori.
"Tombé pour la France" gaat over een man die verdwaald en richtingloos is na een mislukte relatie. Het nummer werd een hit in Franstalig Europa en bereikte de 13e positie in Frankrijk.

## Tracklijst
- 7"

1. "Tombé pour la France" - 4:11
2. "La ballade d'Edie S." - 4:31